# Maryborough (Victoria)
Maryborough (7 692 habitants) est une ville (city) sur la Pyrenees Highway au centre de l'État de Victoria en Australie, à 168 km au nord-ouest de Melbourne et à 80 km au nord de Ballarat.

## Personnalités liées à la ville
- Phillip Adams